# Rudolf Arendt
Rudolf Friedrich Eugen Arendt, född den 1 april 1828, död den 15 maj 1902, var en tysk kemist.
Arendt var lärare vid en handelsskola i Leipzig, och skrev populära kemiska arbeten, bland annat Technik der anorganischen Experimentalchemie (2 band 1881, 5:e upplagan 1925); Leitfaden für den Unterrich in der Chemie und Mineralogie (15:e upplagan 1922) och redigerade från 1862 Chemisches Zentralblatt.